# شهرستان پری (ایندیانا)
شهرستان پری، ایندیانا (به انگلیسی: Perry County, Indiana) شهرستانی در ایالات متحده آمریکا است که در ایندیانا واقع شده‌است.